# Кальв
Кальв (нем. Calw) — город в Германии (ФРГ), районный центр, расположен в земле (государстве) Баден-Вюртемберг.
Город подчинён административному округу Карлсруэ. Входит в состав района Кальв. Население составляет 23 716 человек (на 31 декабря 2020 года). Занимает площадь 59,88 км². Официальный код — 08 2 35 085. Город подразделяется на четыре городских района.

## История
Кальв (Calw) был главным городом графов Кальв, одного из старейших родов в Швабии.
Город и окрестности входили в Кальвское графство. Половина графства была куплена Эберхардом I. В XIII столетии от маркграфства Кальв Дурлах перешел к маркграфству Баденскому и долгое время был резиденцией маркграфов.
Эберхард II приобрел остальную половину графства Кальвского.
На конец XIX столетия Кальв (Calw) город в Вюртембергском королевстве, на реке Нагольде. Город был одним из важнейших фабричных и торговых городов королевства. В городе проживало 4 662 жителя. В Кальве было развито производство шерстяных тканей, хлопчатобумажное и иные мелкие производства. Процветала торговля фруктами и шварцвальдским лесом. Развалины аббатства Гиршау или Гирсау.
Родной город Германа Гессе. В Кальве находится музей имени Г. Гессе. В районе Хирзау находится старинное аббатство Хирзау (Гиршау или Гирсау).

## Города-побратимы
- Лачес, Италия (1957)

## Фотографии

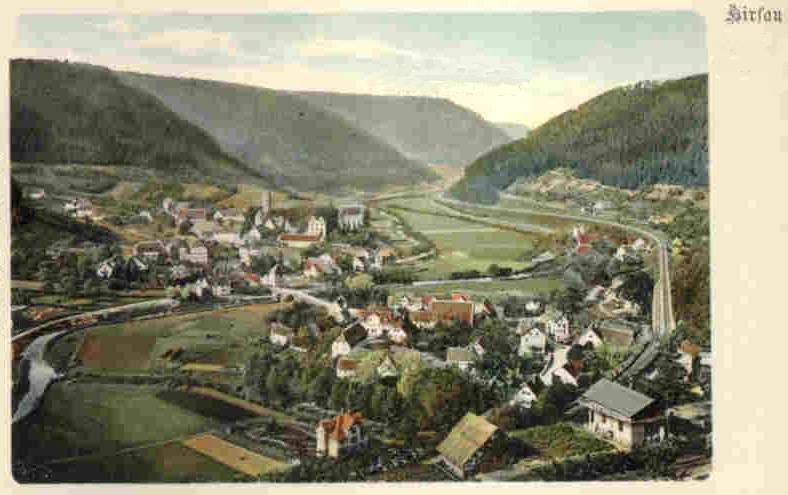
Монастырь
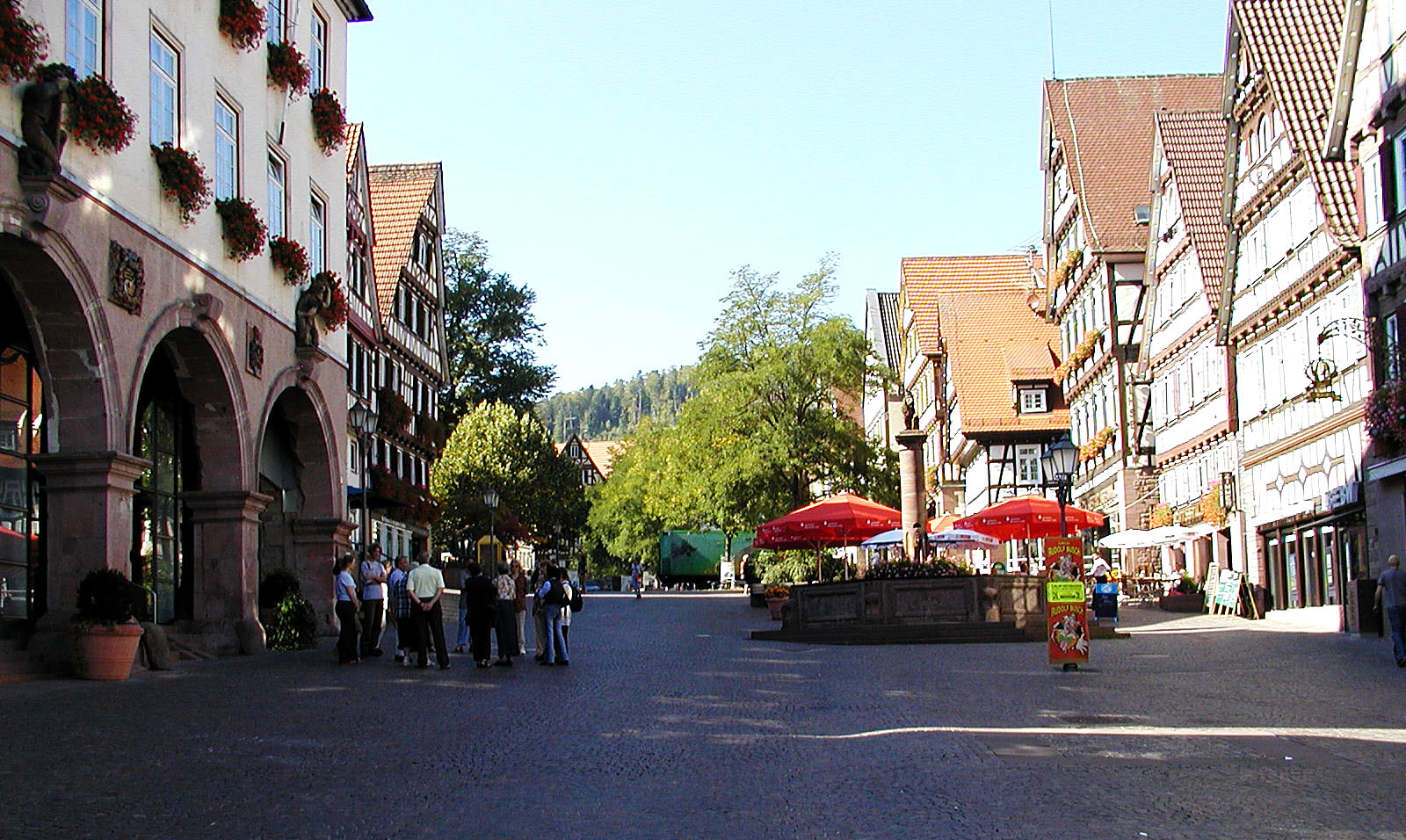
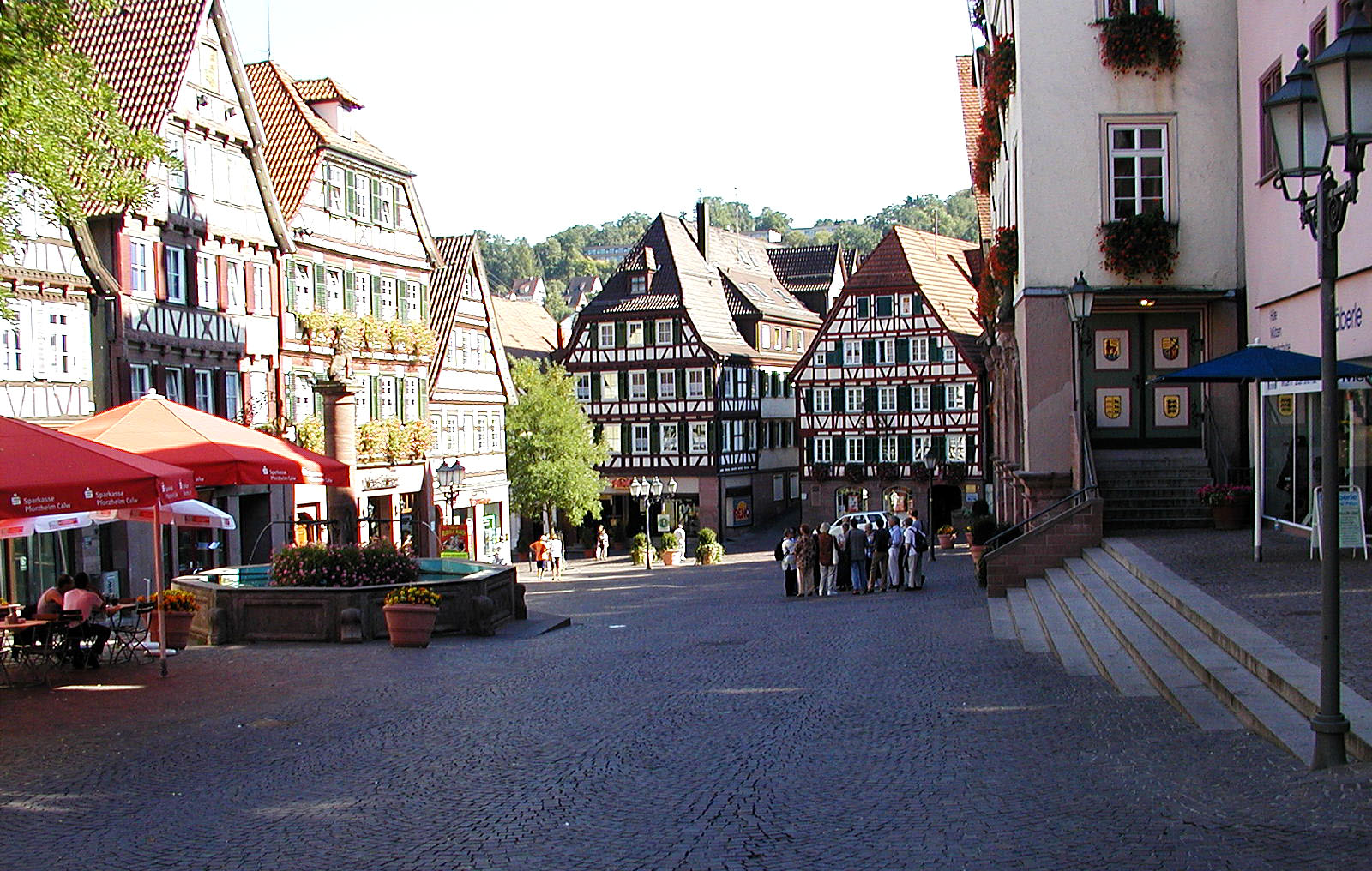
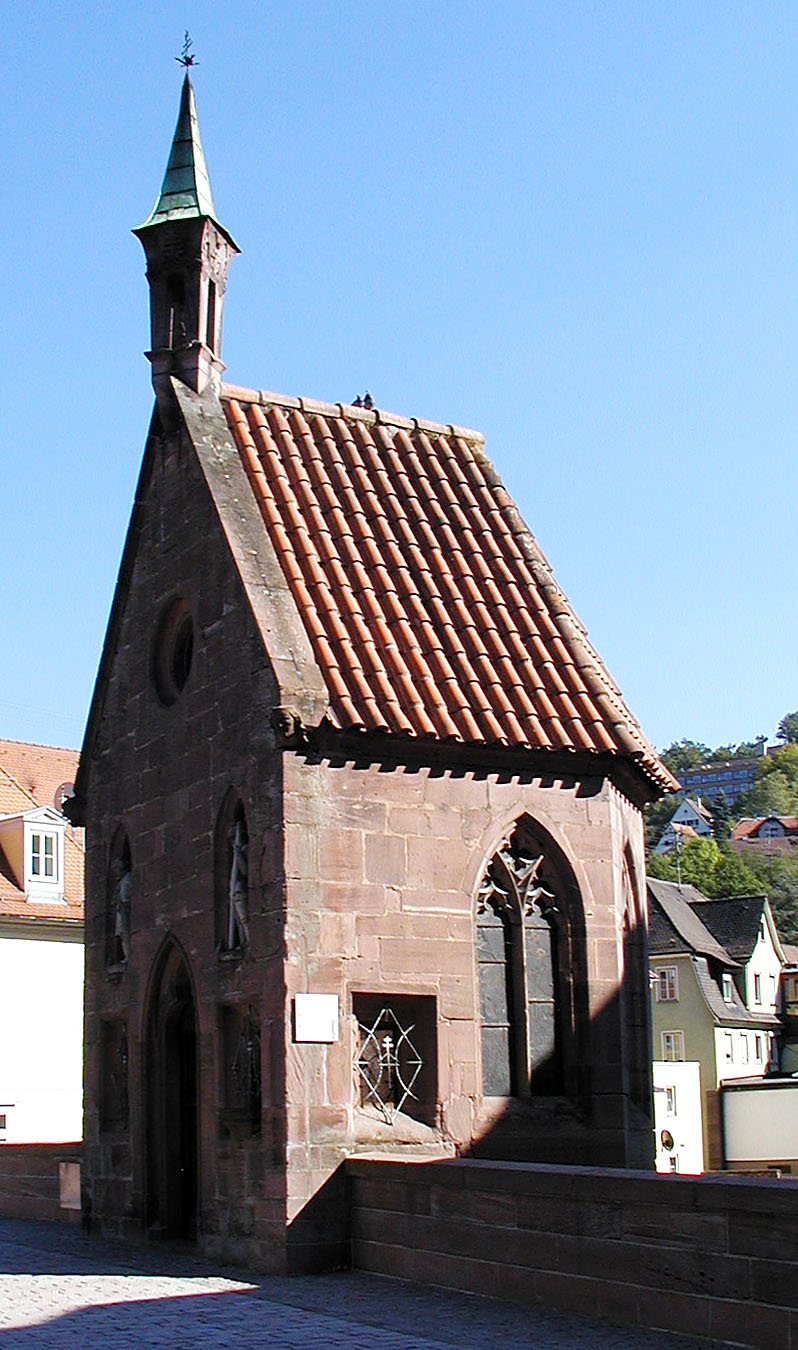
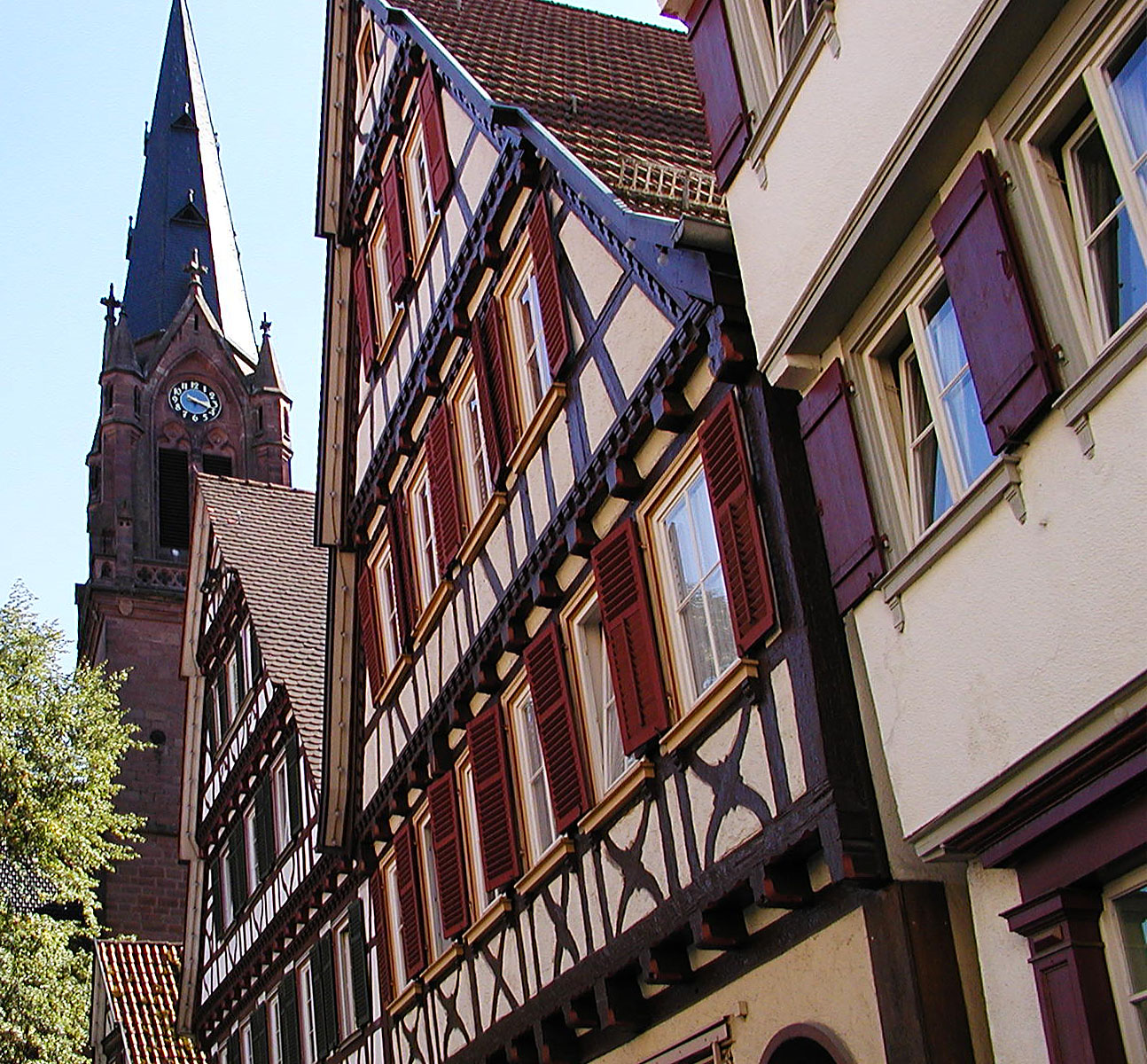
Рыночная площадь
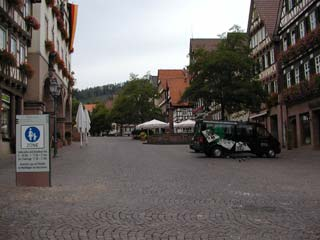
Рыночная площадь
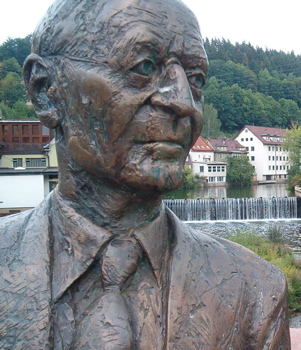
Памятник Гессе
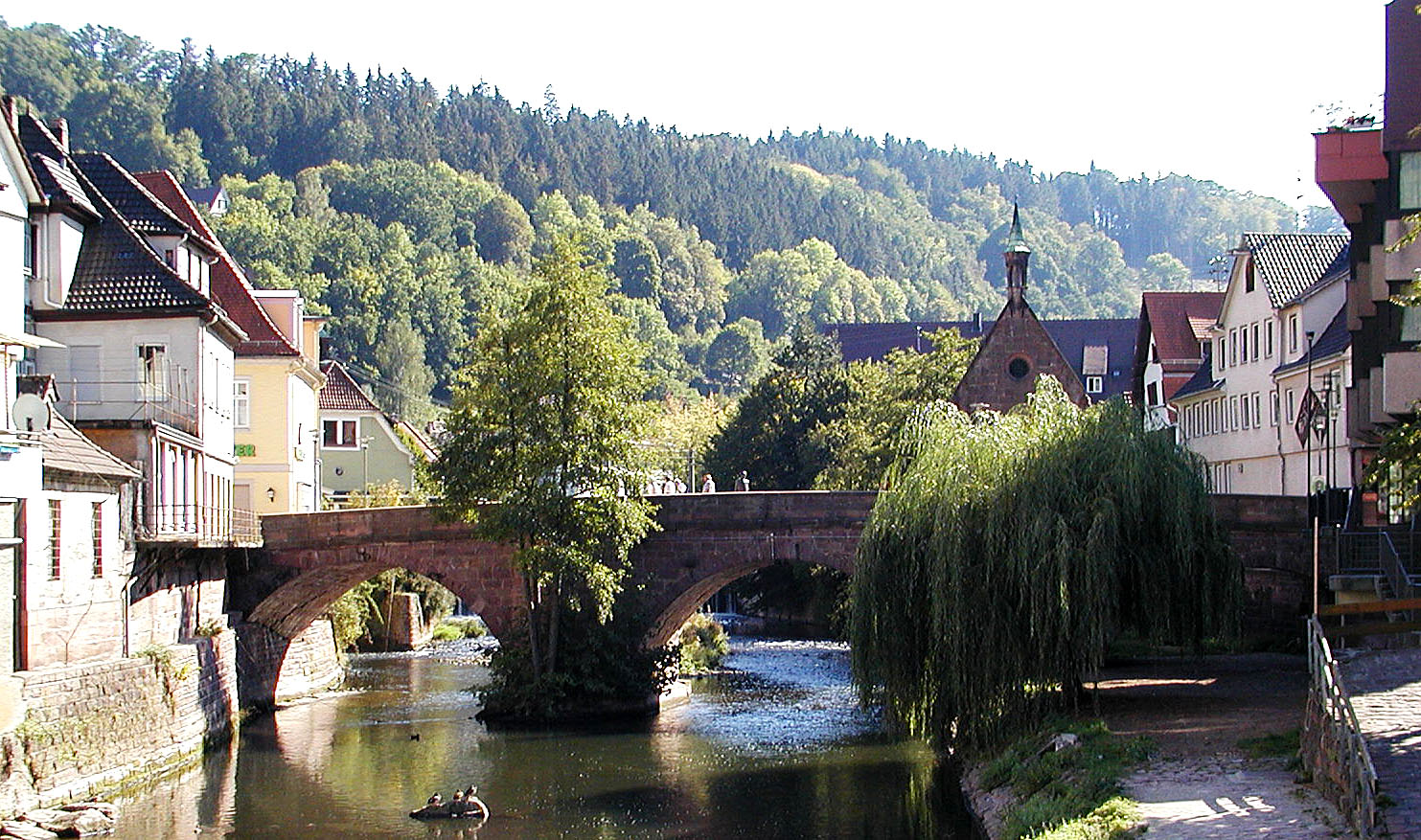
Мост Святого Николая в Кальве